# قانون هوك
في الميكانيكا والفيزياء، قانون هوك للمرونة هو تقريبًا يشير إلى أن الكمية التي يتغير بها الجسم (الإجهاد) مرتبطة خطيًا بالقوة المسببة لهذا التغير (الشد). المواد التي ينطبق عليها قانون هوك تقريبًا هي مواد ذات مرونة خطية.
سمى قانون هوك على اسم الفيزيائي الإنجليزي روبرت هوك الذي عاش في القرن السابع عشر. لقد ذكر هذا القانون في 1676 كبديل لاتيني، نشره في 1678 كجملة تعني:
«لزيادة القوة يزيد الامتداد»
من أجل الأنظمة التي يطبق عليها قانون هوك، الامتداد الناتج يتناسب مباشرة مع الحمل:
{\displaystyle \mathrm {F} =-kx\ }
حيث:
{\displaystyle \ x} هي الفرق في المسافة بين موضع الجسم الجديد وموقعه الأصلي سواء كان مضغوطًا أو ممدودًا «الإزاحة الحاصلة» (عادة تقاس بالمتر)
{\displaystyle \ \mathrm {F} } هي قوة الإعادة (وتعمل قوة الإسترجاع في الإتجاه العكسي، ولهذا السبب وضعت إشارة السالب في المعادلة، لو كانت قوة مبذولة عادية لكانت الإشارة موجبة) أو كما يطلق عليها القوة المشوهة للجسم أي معناها أن هذه القوة تغير من أبعاد الجسم ولو وصلت لحد معين قد تسبب تشوه للجسم أي لا يعود لشكله الأصلي قبل أن تؤثر عليه تلك القوة التي تمارسها المادة (عادة تقاس بالنيوتن)
{\displaystyle \ k}هو ثابت المرونة ووحدته القوة إلى الطول (يقاس بالنيوتن لكل متر)
قانون هوك هو قانون يعبر عن نابض استطال بكمية معينة وله ثابت أي مسافة معينة بال 1 cm

## التعريف الرسمي

### للنوابض الخطية
ليكن لدينا نابض لولبي بسيط تُثبت إحدى نهايتيه بجسم ثابت بينما تُجر النهاية الحرة بقوة مقدارها. افترض أن النابض وصل مرحلة التوازن بحيث لا يتغير طوله بعد ذلك. لتكن x القيمة التي تعبر عن المقدار الذي انزاحت به النهاية الحرة عن موضع راحتها (عندما لا تُمدد). ينص قانون هوك:
{\displaystyle F_{s}=kx}
أو بشكل مساوٍ:
{\displaystyle x={\frac {F_{s}}{k}}}
تكون k في هذه المعادلة رقمًا حقيقيًا موجبًا وهي ميزة للنابض. علاوةً على ذلك، تكون ذات الصيغة صحيحة عندما يُضغط النابض وفي هذه الحالة يكون كل من  و x قيمتان سالبتان. وفقًا لهذه الصيغة، سيكون الرسم البياني للقوة  المطبقة بصفتها دالة للانزياح x عبارةً عن خط مستقيم يعبر من خلال المبدأ وتكون ذروته k.
يُصاغ قانون هوك تحت الاصطلاح أن القوة  هي قوة إرجاع يمارسها النابض على أي شيء يسحب نهايته الحرة. في هذه الحالة، تصبح المعادلة:
{\displaystyle F_{s}=-kx}
إذ يكون اتجاه قوة الإرجاع معاكسًا للقوة المسببة للانزياح.

### النوابض القياسية العامة
ينطبق قانون هوك عادةً على أي جسم مرن ذي تعقيد اختياري، طالما يمكن التعبير عن كل من التشوه والضغط برقم واحد حقيقي يمكن أن يكون موجبًا أو سالبًا.
على سبيل المثال، عندما تُشوه كتلة من المطاط مرتبطة بصفيحتين عن طريق القص بدلًا من التمدد أو الانضغاط، تخضع قوة القص  وانزياح الصفيحتين الجانبي x لقانون هوك (لكمية تشوه صغيرة كفايةً).
يُطبق قانون هوك أيضًا عندما يُثنى قضيب فولاذي مستقيم أو دعامة كونكريتية (مثل تلك المستخدمة في المباني) مُدعمة من الطرفين، من قبل ثقل F يُطبق على نقطة متوسطة. الانزياح x في هذه الحالة هو انحراف الدعامة مُقاسًا بالاتجاه المستقطع ومنسوبًا لشكله المُفرَّغ.
يُطبق القانون أيضًا عندما يُجذل سلك فولاذي عن طريق سحبه بعتلة مثبتة بإحدى نهايتيه. في هذه الحالة، يُأخذ الضغط  بصفته القوة المطبقة على العتلة، والانزياح x بصفته المنتقلة عبرها على طول شكلها الدائري. أو بشكل مساوٍ، يمكن أن نقول إن  هي العزم المطبق من العتلة على نهاية السلك و x هي الزاوية التي تدور بها هذه النهاية. في كلتا الحالتين تكون  متناسبة مع x (رغم أن الثابت k مختلف في كل حالة).

### الصيغة الشعاعية
في حالة النابض اللولبي، يتمدد أو ينضغط على طول محوره، ويكون لقوة الضغط (أو الإرجاع) والاستطالة الناتجة أو الضغط ذات الاتجاه (وهو اتجاه المحور المفترض). لهذا، إذ عُرفت كل من  وx بصفتها أشعة، تبقى معادلة هوك صحيحة وتنص على أن شعاع القوة يساوي شعاع الاستطالة مضروبًا بقيمة قياسية ثابتة.

### شكل الموتر العام
تتشوه بعض الأجسام المرنة نتيجة خضوعها لقوة باتجاه مختلف. من الأمثلة على ذلك، الدعامة الخشبية الأفقية ذات المقطع المستطيل غير المربع التي تُثنى عن طريق الحمل العرضي الذي يكون ليس أفقيًا ولا عموديًا. في هذه الحالة، تكون قيمة الانزياح x متناسبة مع قيمة القوة المطبقة  طالما يبقى اتجاه القوة ثابتًا (وقيمتها ليست كبيرة جدًا)؛ عندها يصبح النموذج القياسي من قانون هوك صحيحًا. ومع ذلك، فإن أشعة القوة والإزاحة لن تكون مضاعفات قياسية لبعضها البعض، نظرًا لأن لها اتجاهات مختلفة. علاوةً على ذلك، ستعتمد النسبة k بين تلك القيم على اتجاه شعاع القوة.
أيضًا، هناك علاقة خطية ثابتة بين أشعة القوة والانزياح طالما كانت تلك الأشعة صغيرة كفايةً. أي هناك دالة K من الأشعة إلى الأشعة، ومثال على ذلك، و  لأي رقمين حقيقيين،   وأي أشعة إزاحة. يُطلق على هذه الدالة مُوتّر (التكرار الثاني).
فيما يتعلق بنظام الإحداثيات الديكارتي الاختياري، يمكن تمثيل أشعة القوة والانزياح بمصفوفة مكونة من ثلاثة أسطر وعمود واحد من الأعداد الحقيقية. عندئذ، يمكن تمثيل الموتر K الذي يربطهم بمصفوفة من ثلاثة أعمدة وثلاثة أسطر من المعاملات الحقيقية، وعند ضرب هذه المصفوفة بشعاع الانزياح، تُعطي شعاع القوة.
وعليه:
{\displaystyle \mathbf {F} \,=\,{\begin{bmatrix}F_{1}\\F_{2}\\F_{3}\end{bmatrix}}\,=\,{\begin{bmatrix}\kappa _{11}&\kappa _{12}&\kappa _{13}\\\kappa _{21}&\kappa _{22}&\kappa _{23}\\\kappa _{31}&\kappa _{32}&\kappa _{33}\end{bmatrix}}{\begin{bmatrix}X_{1}\\X_{2}\\X_{3}\end{bmatrix}}\,=\,{\boldsymbol {\kappa }}\mathbf {X} }
حيث i=1,2,3. لهذا، يمكن القول إن قانون هوك يبقى صحيحًا إذ كان X وF أشعة ذات اتجاهات مختلفة، باستثناء عندما تكون صلابة الجسم موترًا K بدلًا من أن يكون رقمًا صحيحًا وحيدًا k.